# Нижний Суходол (Тульская область)
Нижний Суходо́л — деревня в составе Шелепинского сельского поселения Алексинского района Тульской области России.

## Описание

### География
Расположена в 22 км (по автодороге) от районного центра города Алексина, в 15 км от сельского административного центра деревни Большое Шелепино, в 3,5 км от железнодорожной станции Суходол.

## Название
Название получено по географическому и природному признакам. «Суходол» — сухая балка, не имеющая постоянного водного стока и только весной туда стекают талые воды, исчезающие к лету. Слово «нижний» означает расположение селения в нижней части (ближе к устью) ручья Железни (Железинки).

## История
Деревня имела статус села. Деревянный храм во имя иконы Казанской Божией Матери был построен в 1768 году. В состав церковного прихода входили: само село; сельцо: Глинищи (не сущ.), Средний Суходол; деревни: Лукино, Слобода с общей численностью крестьян-прихожан 586 человек (по состоянию на 1857 год). В селе имелась земская школа. В 1877 году приход села Верхнего Суходола по причине его малочисленности и ветхости церкви был приписан к приходу села Нижнего Суходола.
В конце XVIII века крестьяне принадлежали полковнику Е. Д. Скобельцыну. Могли жениться (в частности) на выходцах из села Сурнево того же помещика.
В 1859 году в селе насчитывалось 24 крестьянских двора; в 1915 — 25 дворов.

## Население
| Годы      | 1857  | 1859 | 1915 | 2010 |
| --------- | ----- | ---- | ---- | ---- |
| Население | 200 * | 235  | 233  | ↘5   |

* крестьяне крепостные помещичьи